# Aarhus Volleyball
Aarhus Volleyball er en klub i Århus som blev stiftet 29. marts 2011. Klubben træner flere steder i Århus.